# Pietracorbara
Pietracorbara település Franciaországban, Haute-Corse megyében. Lakosainak száma 656 fő (2022. január 1.). Pietracorbara Cagnano, Sisco, Barrettali, Canari és Luri községekkel határos.

## Népesség
A település népességének változása:
| Lakosok száma | 270  | 229  | 363  | 526  | 628  | 647  | 652  | 654  | 658  | 656  |
|               | 1968 | 1982 | 1990 | 2006 | 2013 | 2015 | 2017 | 2019 | 2020 | 2022 |